# ミシシッピ (原子力潜水艦)
|          |                                                           |
| 艦歴     |                                                           |
| 発注     | 2003年8月14日                                             |
| 起工     | 2006年12月                                                |
| 進水     | 2010年6月9日                                              |
| 就役     | 2012年6月2日                                              |
| その後   |                                                           |
| 性能諸元 |                                                           |
| 排水量   | 7,800トン                                                 |
| 全長     | 114.9 m (377 ft)                                          |
| 全幅     | 10.3 m (34 ft)                                            |
| 吃水     |                                                           |
| 機関     | S9G 原子炉                                                |
| 最大速   | 水上:25ノット (46 km/h) 水中:32ノット (59 km/h)           |
| 潜航深度 | 800 ft (250 m)                                            |
| 乗員     | 士官、兵員134名                                           |
| 兵装     | VLS 12基 21インチ魚雷発射管 4基                           |
| モットー | 勇気と武器によって Virtute et Armis ("By Valor and Arms") |

ミシシッピ (USS Mississippi, SSN-782) は、アメリカ海軍の攻撃型原子力潜水艦。バージニア級原子力潜水艦の9番艦。艦名はミシシッピ州に因む。その名を持つ艦としてはバージニア級原子力ミサイル巡洋艦3番艦(CGN-40)以来5隻目。

## 艦歴
ミシシッピの建造は2003年8月14日にコネチカット州グロトンのジェネラル・ダイナミクス・エレクトリック・ボート社に発注された。起工されたのは2006年12月である。2010年6月9日に進水し、2012年6月2日にミシシッピ州パスカグーラで就役式典が行われた。
ミシシッピは2014年11月25日にハワイ州パールハーバー・ヒッカム統合基地へ配備され、太平洋艦隊第1潜水戦隊に編入された。